# Beskid (polana)

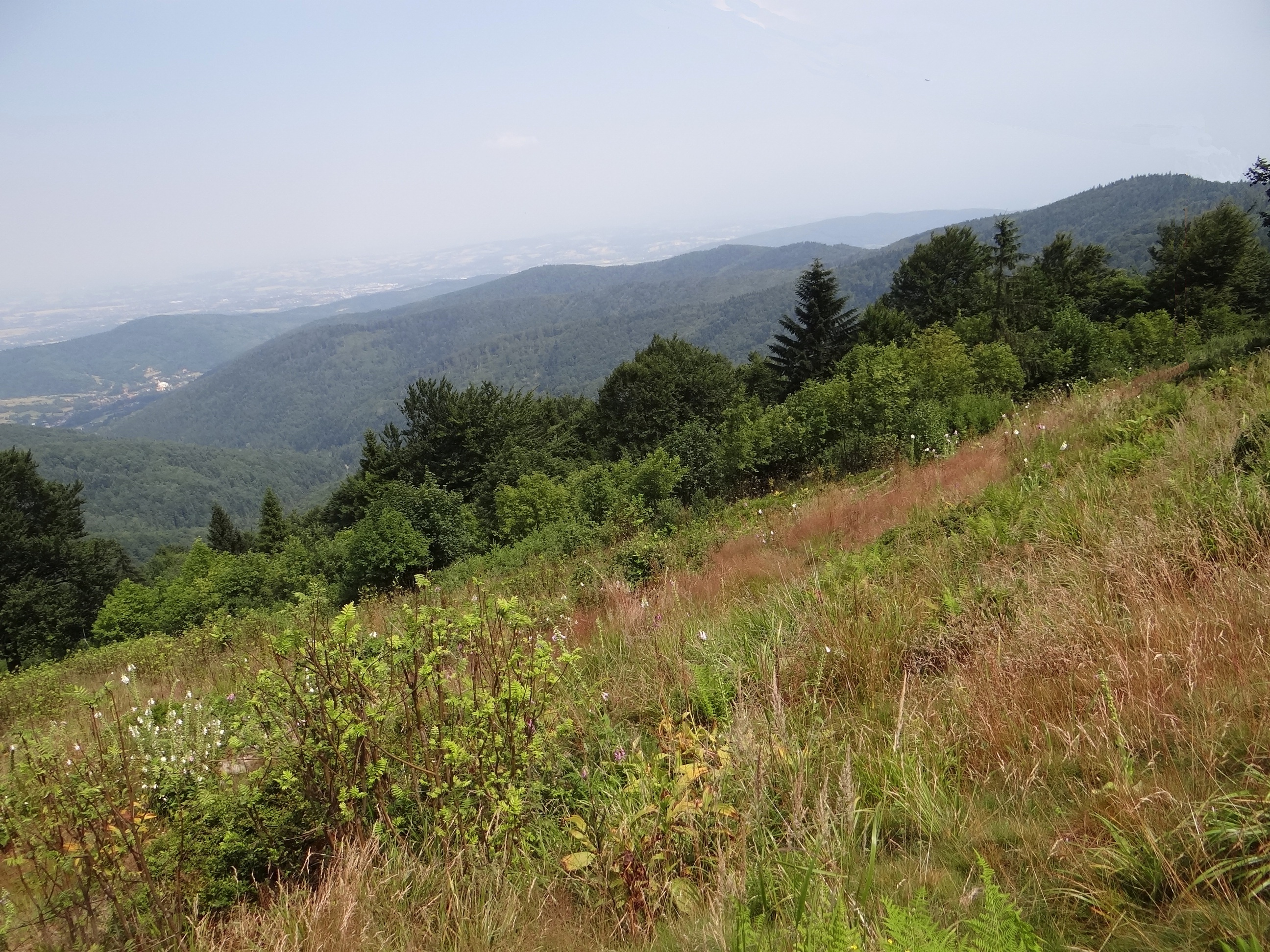

Polana Beskid – polana pod szczytem Gronia Jana Pawła II w Beskidzie Małym. Jej nazwa pochodzi od nazwy szczytu, Groń Jana Pawła II nazywał się bowiem dawniej Beskidem. Znajduje się na północnych stokach tego szczytu, opadających do doliny Ponikiewki w miejscowości Ponikiew. Dawniej, jak wszystkie tego typu polany była to hala pasterska, od dawna jednak jej użytkowanie rolnicze przestało być opłacalne i stopniowo zarasta borówczyskami i lasem. Rozciąga się z niej widok na północną stronę, od wschodu ograniczony jednak bliskim grzbietem odbiegającym od Gronia Jana Pawła II na północny wschód. Widoczne jest Pasmo Bliźniaków i przełom Choczenki, Lanckorońska Góra i Żar w Beskidzie Makowskim oraz Pogórze Śląskie. Widoki sięgają aż po Kraków i Nową Hutę.
Przez polanę prowadzi najkrótszy szlak turystyczny na Groń Jana Pawła II, oznakowany białymi serduszkami. Jest to tzw. Szlak Białych Serc zaczynający się w Rzykach na osiedlu Jagódki. Na wschodnim krańcu polany, pod lasem znajduje się źródełko wody, które jeszcze do niedawna było jedynym źródłem wody dla schroniska PTTK Leskowiec.
Na polanie Beskid istniał dawniej wyciąg narciarski. Był to najstarszy wyciąg w Beskidzie Małym. Działał aż przez 55 lat, z czasem jednak liczba chętnych do korzystania z niego zmniejszała się, wielu narciarzom nie chciało się bowiem tak wysoko podchodzić z nartami.
Administracyjnie znajduje się w granicach wsi Ponikiew w województwie małopolskim, powiecie wadowickim, w gminie Wadowice.